# Kraviarske
Kraviarske (1361 m) –  szczyt w bocznym grzbiecie Małej Fatry Krywańskiej w paśmie górskim Mała Fatra w Centralnych Karpatach Zachodnich na Słowacji. Znajduje się w północnym grzbiecie Koniarek (1535 m), który poprzez Kraviarske, Žitné i Baraniarky ciągnie się aż po Sokolie.  Kraviarske znajduje się w tym grzbiecie pomiędzy przełęczami Sedlo za Kraviarskym i  Veľké sedlo. Jego zachodnie stoki opadają do doliny Veľká Bránica i wchodzą w skład rezerwatu przyrody Veľká Bránica, wschodnie opadają do  Starej doliny (odgałęzienie Vrátnej doliny). 
Kraviarske porasta las świerkowy, sam jednak jego wierzchołek jest bezleśny, dzięki temu roztacza się z niego dość szeroka panorama widokowa. Szczególnie dobrze prezentuje się stąd Wielki Rozsutec, Poludňový grúň  i Grúň z wielką polaną i schroniskiem turystycznym. Stoki opadające do Sedla za Kraviarskym porasta kosodrzewina.

## Szlak turystyczny
Starý dvor – Príslop – Baraniarky – Maľe sedlo – Žitné – Veľké sedlo – Kraviarske – Sedlo za Kraviarskym – Chrapáky – Snilovské sedlo.

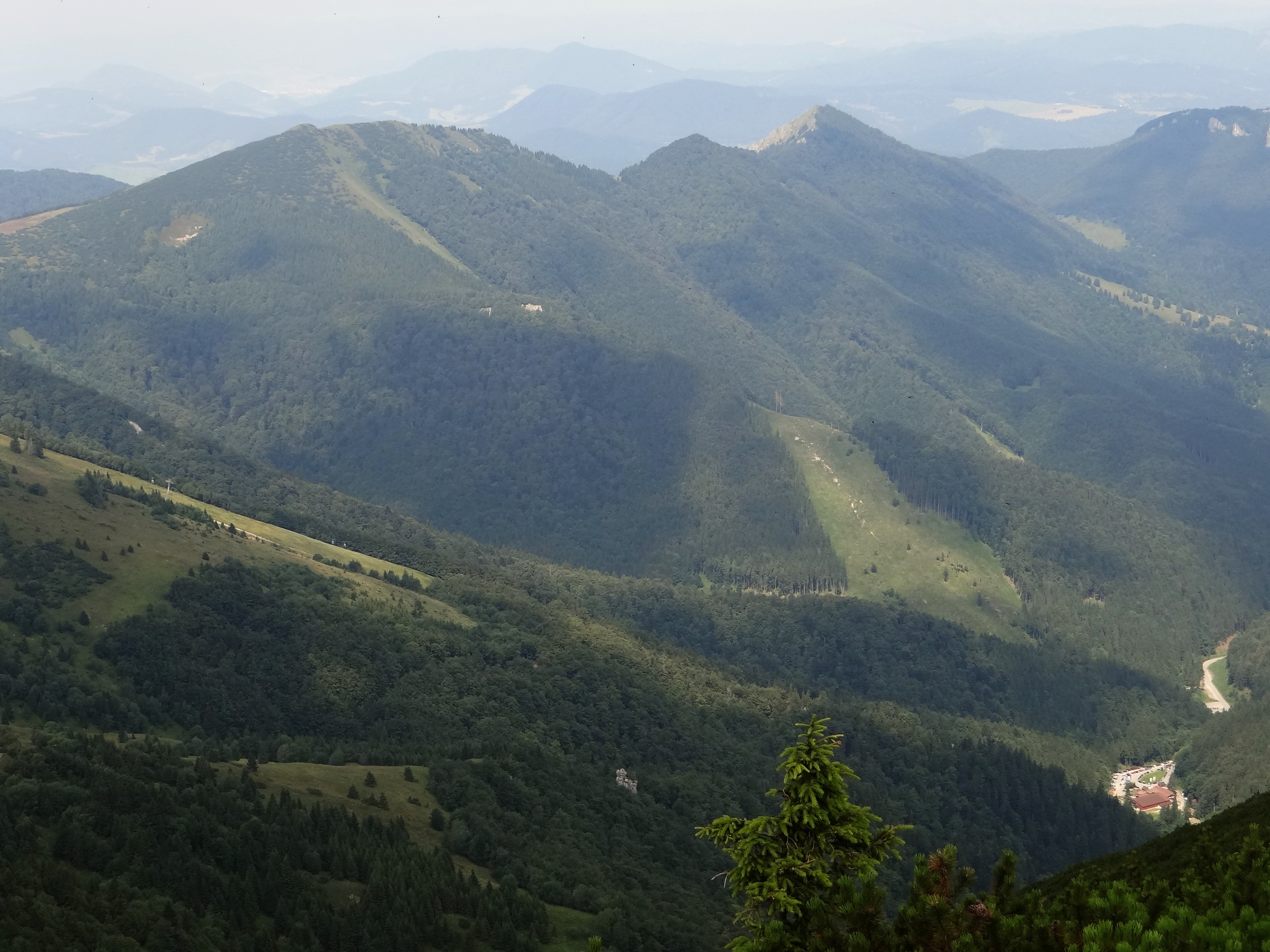
Widok na Kraviarske ze stoku narciarskiego powyżej Chaty na Grúni